# Elecciones a la alcaldía de Moscú de 2013
Las elecciones a la alcaldía de Moscú de 2013 se llevaron a cabo el 8 de septiembre de 2013, como parte de las elecciones regionales, al mismo tiempo que se llevaron a cabo las elecciones en el Óblast de Moscú y otros Óblasts.
Las elecciones se llevaron a cabo después de que el alcalde Serguéi Sobianin anunciara su renuncia el 4 de junio para postularse a un nuevo mandato, y fueron la primera vez en 10 años en que los moscovitas pudieron elegir a su alcalde por voto popular, pues el anterior sistema de sufragio indirecto había sido abolido como reacción a las protestas en Rusia de 2011-2013.
Sobianin ganó con el 51,37 % de los votos en la primera vuelta, y el opositor Alekséi Navalni recibió el 27,24 % de los votos, mucho más de lo que esperaban las encuestas. Sobianin fue declarado ganador después de la primera ronda.

## Resultados
Los resultados fueron:
| Candidato         | Partido                        | Votos     | %     |
| ----------------- | ------------------------------ | --------- | ----- |
| Serguéi Sobianin  | Independiente (Rusia Unida)    | 1.193.178 | 51,37 |
| Alekséi Navalni   | Partido de la Libertad Popular | 632.697   | 27,24 |
| Ivan Melnikov     | Partido Comunista              | 248.294   | 10,69 |
| Serguéi Mitrojin  | Yábloko                        | 81.493    | 3,51  |
| Mijaíl Degtiariov | Partido Liberal-Demócrata      | 66.532    | 2,86  |
| Nikolái Lévichev  | Rusia Justa                    | 64.778    | 2,79  |
| Total             | Total                          | 2.286.972 |       |
| Votos nulos       | Votos nulos                    | 35.610    | 1,53  |
| Total             | Total                          | 2.322.582 | 100   |